# Émile Friol
Émile Friol (ur. 6 marca 1881 w Tain-l’Hermitage, zm. 6 listopada 1916 w Dury) – francuski kolarz torowy, trzykrotna medalistka mistrzostw świata.

## Kariera
Pierwszy sukces w karierze Émile Friol osiągnął w 1906 roku, kiedy zdobył brązowy medal w sprincie indywidualnym zawodowców podczas mistrzostw świata w Genewie. W zawodach tych wyprzedzili go jedynie Duńczyk Thorvald Ellegaard oraz kolejny Francuz - Gabriel Poulain. W tej samej konkurencji Friol zwyciężył na mistrzostwach świata w Paryżu w 1907 roku oraz mistrzostwach w Brukseli w 1910 roku. Ponadto dziesięciokrotnie zdobywał medale torowych mistrzostw Francji, w tym pięć złotych. W latach 1907, 1909 i 1910 zwyciężał w Grand Prix Paryża, a w latach 1908, 1910 i 1911 wygrywał GP de l´UVF. Nigdy nie wystąpił na igrzyskach olimpijskich.